# Phong Phú, Cầu Kè
Phong Phú là một xã cũ thuộc huyện Cầu Kè, tỉnh Trà Vinh, Việt Nam.

## Địa lý
Xã Phong Phú có vị trí địa lý:
- Phía đông giáp xã Châu Điền và xã Phong Thạnh
- Phía tây giáp xã Ninh Thới
- Phía nam giáp huyện Tiểu Cần
- Phía bắc giáp xã Châu Điền.

Xã Phong Phú có diện tích 27,81 km², dân số năm 2019 là 10.755 người, mật độ dân số đạt 389 người/km².

## Hành chính
Xã Phong Phú được chia thành 5 ấp: I, II, III, IV, Kinh Xáng.